# Världsmästerskapen i bancykling
Världsmästerskapen i bancykling arrangeras varje år av Union Cycliste Internationale. De är öppna för tävlande som utsetts av sina respektive nationella förbund och de tävlande bär nationsfärger.
Det första mästerskapet hölls 1893 i Chicago i International Cycling Associations regi. Tävlingarna var då endast öppna för amatörer, 1895 infördes separata lopp för proffs och amatörer, en uppdelning som varade fram till 1993 då samtliga lopp blev "öppna." 1900 tog Union Cycliste Internationale över administrationen av mästerskapen. De första mästerskapen där damer inkluderades var 1958.
Mästerskapen avhålls på kalenderårsbasis. Från 2005 till 2020 hölls de i februari–april, men sedan 2021 har de hållits på hösten i augusti–oktober.

## Upplagor

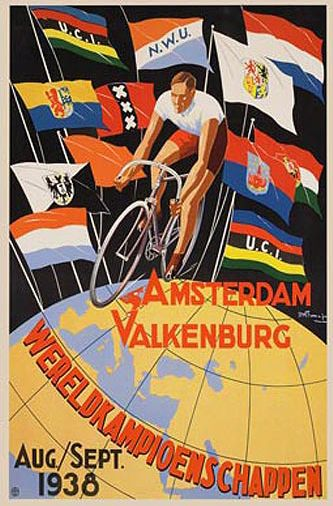
Affisch för världsmästerskapen 1938 i Nederländerna.

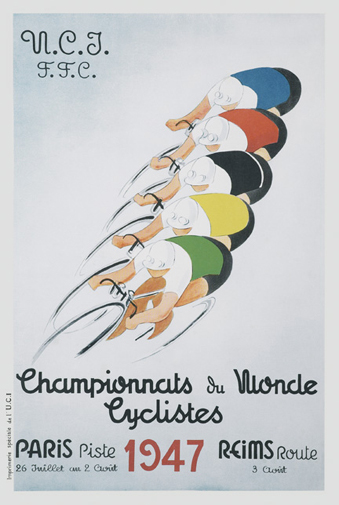
Affisch för världsmästerskapen i Frankrike 1947.

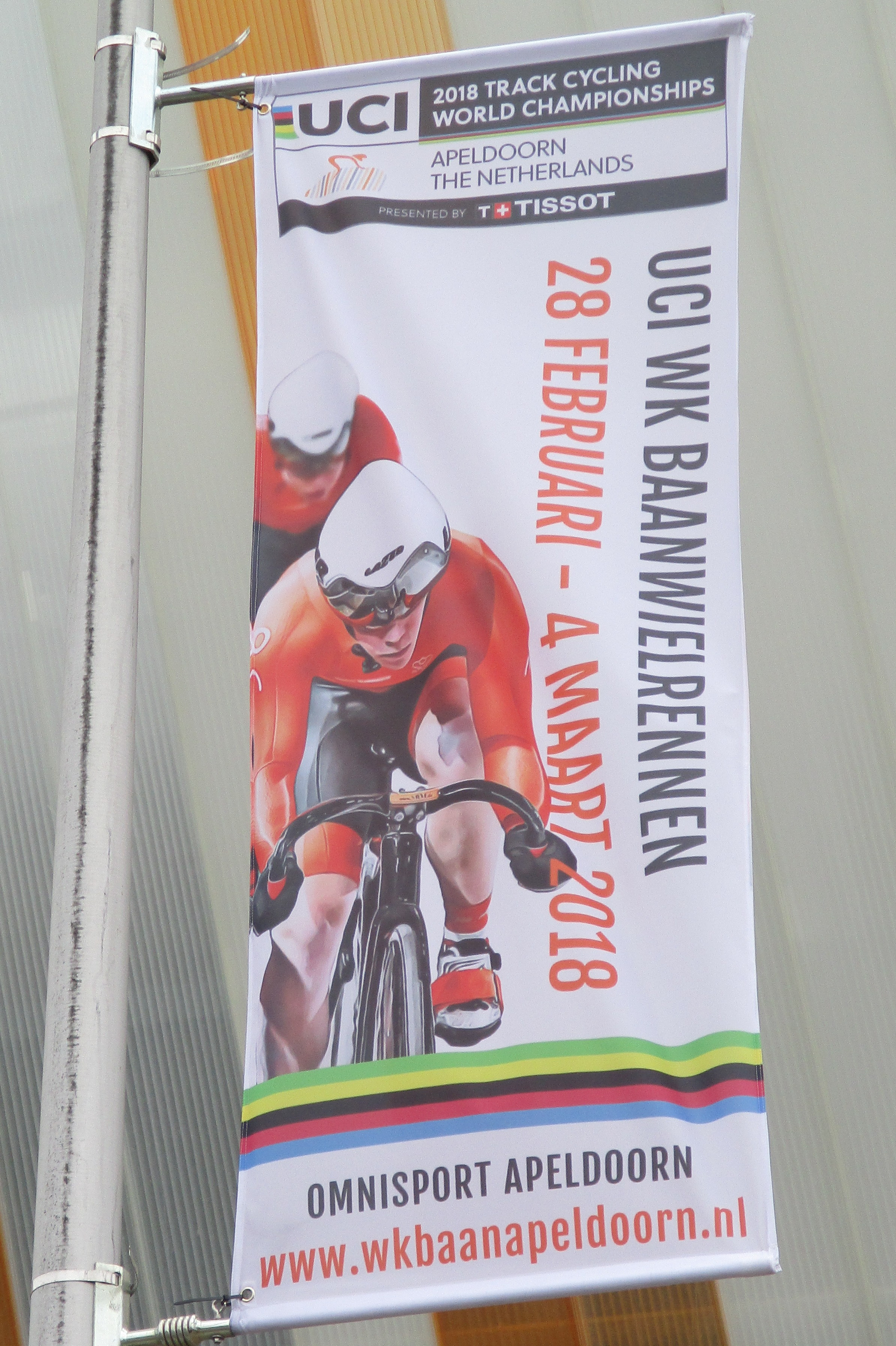
Vepa för världsmästerskapen i Apeldoorn 2018.

| År                                   | Värdstad        | Grenar |
| ------------------------------------ | --------------- | ------ |
| 1893                                 | Chicago         | 3      |
| 1894                                 | Antwerpen       | 3      |
| 1895                                 | Köln            | 4      |
| 1896                                 | Köpenhamn       | 4      |
| 1897                                 | Glasgow         | 4      |
| 1898                                 | Wien            | 4      |
| 1899                                 | Montréal        | 4      |
| 1900                                 | Paris           | 4      |
| 1901                                 | Berlin          | 4      |
| 1902                                 | Rom Berlin      | 4      |
| 1903                                 | Köpenhamn       | 4      |
| 1904                                 | London          | 4      |
| 1905                                 | Antwerpen       | 4      |
| 1906                                 | Genève          | 4      |
| 1907                                 | Paris           | 4      |
| 1908                                 | Leipzig/Berlin  | 4      |
| 1909                                 | Köpenhamn       | 4      |
| 1910                                 | Bryssel         | 4      |
| 1911                                 | Rom             | 4      |
| 1912                                 | Newark          | 3      |
| 1913                                 | Berlin/Leipzig  | 4      |
| 1914                                 | Köpenhamn       | 1      |
| 1915–1919 inställt p.g.a. världskrig |                 |        |
| 1920                                 | Antwerpen       | 3      |
| 1921                                 | Köpenhamn       | 3      |
| 1922                                 | Paris Liverpool | 3      |
| 1923                                 | Zürich          | 3      |
| 1924                                 | Paris           | 3      |
| 1925                                 | Amsterdam       | 3      |
| 1926                                 | Milano/Turin    | 3      |
| 1927                                 | Köln/Elberfeld  | 3      |

| År                                   | Värdstad         | Grenar |
| ------------------------------------ | ---------------- | ------ |
| 1928                                 | Budapest         | 3      |
| 1929                                 | Zürich           | 3      |
| 1930                                 | Bryssel          | 3      |
| 1931                                 | Köpenhamn        | 3      |
| 1932                                 | Rom              | 3      |
| 1933                                 | Paris            | 3      |
| 1934                                 | Leipzig          | 3      |
| 1935                                 | Bryssel          | 3      |
| 1936                                 | Zürich           | 3      |
| 1937                                 | Köpenhamn        | 3      |
| 1938                                 | Amsterdam        | 3      |
| 1939                                 | Milano           | 2      |
| 1940–1945 inställt p.g.a. världskrig |                  |        |
| 1946                                 | Zürich           | 5      |
| 1947                                 | Paris            | 5      |
| 1948                                 | Amsterdam        | 5      |
| 1949                                 | Köpenhamn        | 5      |
| 1950                                 | Rocourt          | 5      |
| 1951                                 | Milano           | 5      |
| 1952                                 | Paris            | 5      |
| 1953                                 | Zürich           | 5      |
| 1954                                 | Köln/Wuppertal   | 5      |
| 1955                                 | Milano           | 5      |
| 1956                                 | Köpenhamn        | 5      |
| 1957                                 | Rocourt          | 5      |
| 1958                                 | Paris            | 8      |
| 1959                                 | Amsterdam        | 8      |
| 1960                                 | Leipzig/Chemnitz | 8      |
| 1961                                 | Zürich           | 8      |
| 1962                                 | Milano           | 9      |
| 1963                                 | Rocourt          | 9      |
| 1964                                 | Paris            | 9      |

| År   | Värdstad           | Grenar |
| ---- | ------------------ | ------ |
| 1965 | San Sebastián      | 9      |
| 1966 | Frankfurt am Main  | 11     |
| 1967 | Amsterdam          | 11     |
| 1968 | Rom Montevideo     | 11     |
| 1969 | Antwerpen Brno     | 11     |
| 1970 | Leicester          | 11     |
| 1971 | Varese             | 11     |
| 1972 | Marseille          | 11     |
| 1973 | San Sebastián      | 11     |
| 1974 | Montréal           | 11     |
| 1975 | Rocourt            | 11     |
| 1976 | Monteroni di Lecce | 12     |
| 1977 | San Cristóbal      | 12     |
| 1978 | München            | 12     |
| 1979 | Amsterdam          | 12     |
| 1980 | Besançon           | 10     |
| 1981 | Brno               | 14     |
| 1982 | Leicester          | 14     |
| 1983 | Zürich             | 14     |
| 1984 | Barcelona          | 14     |
| 1985 | Bassano del Grappa | 14     |
| 1986 | Colorado Springs   | 14     |
| 1987 | Wien               | 14     |
| 1988 | Gent               | 9      |
| 1989 | Lyon               | 15     |
| 1990 | Maebashi           | 15     |
| 1991 | Stuttgart          | 12     |
| 1992 | Valencia           | 6      |
| 1993 | Hamar              | 11     |
| 1994 | Palermo            | 11     |

| År   | Värdstad                  | Grenar |
| ---- | ------------------------- | ------ |
| 1995 | Bogotá                    | 12     |
| 1996 | Manchester                | 12     |
| 1997 | Perth                     | 12     |
| 1997 | Bordeaux                  | 12     |
| 1999 | Berlin                    | 12     |
| 2000 | Manchester                | 12     |
| 2001 | Antwerpen                 | 12     |
| 2002 | Ballerup                  | 15     |
| 2003 | Stuttgart                 | 15     |
| 2004 | Melbourne                 | 15     |
| 2005 | Los Angeles               | 15     |
| 2006 | Bordeaux                  | 15     |
| 2007 | Palma de Mallorca         | 17     |
| 2008 | Manchester                | 18     |
| 2009 | Pruszków                  | 19     |
| 2010 | Ballerup                  | 19     |
| 2011 | Apeldoorn                 | 19     |
| 2012 | Melbourne                 | 19     |
| 2013 | Minsk                     | 19     |
| 2014 | Cali                      | 19     |
| 2015 | Montigny-le-Bretonneux    | 19     |
| 2016 | London                    | 19     |
| 2017 | Hong Kong                 | 20     |
| 2018 | Apeldoorn                 | 20     |
| 2019 | Pruszków                  | 20     |
| 2020 | Berlin                    | 20     |
| 2021 | Roubaix                   | 22     |
| 2022 | Saint-Quentin-en-Yvelines | 22     |
| 2023 | Glasgow                   | 22     |
| 2024 | Ballerup                  | 22     |
| 2025 | Santiago                  | 22     |

## Discipliner
| Individuell sprint |

| Tidslopp 1000/500 meter |

| Keirin |

| Individuellt förföljelselopp |

| Scratch |

| Poänglopp |

| Elimineringslopp |

| Omnium |

| Madison |

| Lagsprint |

| Lagförföljelselopp |

| Individuell sprint |

| Tidslopp 1000/500 meter |

| Keirin |

| Individuellt förföljelselopp |

| Scratch |

| Poänglopp |

| Elimineringslopp |

| Omnium |

| Madison |

| Lagsprint |

| Lagförföljelselopp |

| Tandem (sprint 2000 m) |

| Stayer |

| 10 km (d.v.s. scratch) |

| Tandem (sprint 2000 m) |

| Stayer |

| 10 km (d.v.s. scratch) |

### Tidslinje
| 1893      |  | Sprint och lopp med tandem-pace (100 km) införs för amatörer.                                                              |
| 1895      |  | Sprint och lopp med tandem-pace (100 km) införs för professionella.                                                        |
| 1899      |  | Tandem-pace ersätts av motorcykel-pace (stayer).                                                                           |
| 1914      |  | Endast världsmästerskap i stayer för amatörer avhölls.                                                                     |
| 1915–1919 |  | Inga världsmästerskap avhölls på grund av första världskriget.                                                             |
| 1920      |  | Världsmästerskapen återupptas utom i stayer för amatörer Stayer ändras till en timmes tävlande.                            |
| 1939      |  | Andra världskriget bryter ut under pågågende VM, vilket resulterar i att finalen i sprint (professionella) inte blir körd. |
| 1940–1945 |  | Inga världsmästerskap avhölls på grund av andra världskriget.                                                              |
| 1946      |  | Individuellt förföljelselopp införs för amatörer (4 km) och professionella (5 km).                                         |
| 1958      |  | Sprint och individuellt förföljelselopp (3000 m) för damer införs Stayer för amatörer återupptas.                          |
| 1962      |  | Lagförföljelselopp (4000 m, fyramannalag) för herrar (amatörer respektive professionella) införs.                          |
| 1966      |  | Tandem-sprint (2000 m) för amatörer införs. Tidslopp 1 km ("kilometerlopp") för amatörer införs.                           |
| 1968      |  | Separata mästerskap för amatörer (i Montevideo) respektive professionella och damer (i Rom).                               |
| 1969      |  | Separata mästerskap för professionella (i Antwerpen) respektive amatörer och damer (i Brno).                               |
| 1972      |  | Amatörmästerskapen integreras med Olympiska sommarspelen. Stayer ändras från entimmeslopp till 50 km.                      |
| 1976      |  | Amatörmästerskapen integreras med Olympiska sommarspelen.                                                                  |
| 1977      |  | Poänglopp införs för herrar amatörer.                                                                                      |
| 1980      |  | Poänglopp införs för professionella herrar Amatörmästerskapen integreras med Olympiska sommarspelen.                       |
| 1984      |  | Lagsprint för amatörer införs. Amatörmästerskapen integreras med Olympiska sommarspelen.                                   |

| 1988 |  | Tidslopp 500 m införs för damer. Poänglopp införs för damer. Amatör- och dammästerskapen integreras med Olympiska sommarspelen.         |
| 1988 |  | Amatör- och dammästerskapen integreras med Olympiska sommarspelen.                                                                      |
| 1993 |  | Uppdelningen av herrarna i amatörer och professionella upphör. Sträckan för herrarnas individuella förföljelselopp blir 4000 m.         |
| 1995 |  | Mästerskap i stayer upphör Madison (60 km) införs för herrar. Scratch införs för damer (10 km) och herrar (15 km). Tandem-sprint utgår. |
| 2007 |  | Herrarnas madison kortas till 50 km. |
| 2007 |  | Omnium (fem grenar) införs för herrar. Lagsprint införs för damer (2 deltagare).                                                        |
| 2009 |  | Lagförföljelselopp (3000 m med tre deltagare) för damer införs. Omnium (fem grenar) införs för damer.                                   |
| 2011 |  | Omnium ökas till sex grenar (damer och herrar).                                                                                         |
| 2014 |  | Damernas lagförföljelselopp ökas till 4000 m och fyra deltagare per lag.                                                                |
| 2017 |  | Madison (30 km) införs för damer. Antalet grenar i omnium minskas till fyra (damer och herrar).                                         |
| 2021 |  | Damernas lagsprint ökas till tre deltagare per lag. Elimineringslopp införs för damer och herrar.                                       |
| 2025 |  | Damernas tidslopp ökas till 1000 m. Damernas individuella förföljelselopp ökas till 4000 m Herrarnas scratch kortas till 10 km.         |